# Національна бібліотека Молдови

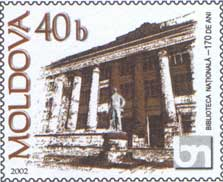
Поштова марка із зображенням бібліотеки

Національна бібліотека Молдови, Національна бібліотека Республіки Молдова (рум. Biblioteca Naţională a Republicii Moldova) — найбільша наукова бібліотека Молдови.

## Короткий опис
Розташована на вулиці 31 серпня 1989 року в місті Кишинів. Бібліотеку було засновано 22 серпня 1832 року. Посаду директора бібліотеки зараз обіймає Алексей Реу.
Теперішню будівлю бібліотеки спроектував архітектор А. Амбарцумян. Перед бібліотекою знаходиться пам'ятник молдавському поетові Васіле Александрі, створений скульптором Іоном Здерчуком.
Бібліотека працює щодня з 9:00 до 19:00.

## Директори бібліотеки
- Gavriil Bilevici (1832—1835)
- Nicolai Kozlov (1835—1846)
- Mihail Saburov (1846—1847)
- Ivan Tanskii (1848—1855)
- Platon Globaciov (IX—XII, 1852)
- Botean (1855—1856)
- Petru Şuşchevici (1856—1857)
- Venedict Beler (1857—1871)
- Kurkovskaia (1871—1877)
- Daria Harjevskaia (1884—1924)
- Maria Arionescu (1931—1934)
- Elena Niţescu (1934-)
- Adeli Cernoviţkaia (1944—1946)
- Iguatie Teleuţă (1946—1948)
- Alexandr Suhomlinov (1948—1955)
- Ion Borş (1956—1959)
- Alexandru Chirtoaca (1959—1963)
- Gheorghe Cincilei (1963—1964)
- Petru Ganenco (1965—1983)
- Grigore Sudacevschi (1984—1987)
- Tatiana Levandovskaia (1987—1992)
- Alexei Rău (з 1992)